# 渡辺誠弥
渡辺 誠弥（わたなべ のぶや、1941年9月10日 - 2024年3月13日）は、元NHKアナウンサー。

## 人物
武蔵大学経済学部卒業後、NHKに入局。NHK札幌放送局、NHK松江放送局、NHK東京放送局でアナウンサーとして主に報道番組を担当。48歳のとき退局、その後、奈良県高市郡明日香村に住み奥飛鳥古社の宮守となる。古民家と里山に囲まれた、棚田風景の美しい飛鳥の村里の美「さとび」文化を守る目的で、1995年「飛鳥藍染織館」を開館。
2024年3月13日、奈良県桜井市の自宅で急性心臓死のため死去。82歳没。